# Шевченко Анатолій Семенович
Анато́лій Семе́нович Шевче́нко (* 21 січня 1946, місто Маріїнськ Кемеровської області, Росія) — український живописець, поет, письменник.
Член Національної спілки художників України від 1993 року.
Навчався в Каунаському художньому технікумі.
Основні твори:
- «Дощ у Вінниці» (2002)
- «Зустріч» (2006)
- «Джульєтта працює в банку» (2002)
- «Вечеря по-вінницьки» (1995)
- «У воріт раю» (1994)